# 태사 (관직)
태사(太師)는 고대 중국, 고려왕조(高麗王朝) 및 조선왕조(朝鮮王朝)에서 사용된 관직명으로, 천자(황제)의 스승을 가리킨다. 천자의 국정을 자문하고, 육경의 으뜸이었다.  동궁삼사(東宮三師)에 속해 태사(太師)는 태부(太傅)·태보(太保)와 함께 삼사(三師)라 불렸는데, 이 중 가장 높은 벼슬이었다.   
‘대사(大師)’라 쓴 경우도 있으나 이때에도 태사라고 읽는다.  품계는 정1품이었다. 정원은 1인이었는데, 최고 품계의 관직이었던 만큼 마땅한 사람이 없으면 공석으로 남겨두었다.  왕자·부마(駙馬)·비부(妃父) 등의 종실(宗室)과 공신에게만 내렸던 벼슬이다.  1068년(문종 22)에 마련된 동궁관(東宮官)의 직제에는 태사·태부·태보가 각각 1인씩 배정되어 있었다. 이른바 태자태사(太子太師)라 하는 것은 바로 이 동궁관의 태사를 가리키는 것으로 여겨진다.  

## 개요
《한서》 백관지(百官志) 공경표(公卿表) 상(上)에 따르면 주 왕조에서는 태사와 태부(太傅), 태보(太保)를 삼공(三公)이라 불렀고, 천자에게 국정 방향을 자문하는 직책이었다고 되어 있다. 상 왕조의 마지막 왕인 주를 피해 고조선으로 달아났다는 기자가 상 왕조에서 태사를 지냈었다고 알려져 있다. 성왕 때에는 주공 단이 처음으로 이 지위를 맡았다고 한다. 한편 주 왕조에서는 천자의 스승 이외에 악관(楽官)의 지위로써도 「태사」라는 이름이 보인다.
전한 평제 원시(元始) 원년(서기 1년), 어린 나이로 왕망 등에게 옹립된 평제의 보좌와 교육을 위해 태사, 태부, 태보가 설치되었다. 금인자수(金印紫綬)로 지위는 대사마(大司馬), 대사도(大司徒), 대사공(大司空)의 삼공보다도 높았고, 태사는 태사, 태부, 태보 가운데서도 가장 높은 지위였다. 태사, 태부, 태보 및 소부(少傅)의 네 관직을 사보(四輔)라 불렀다. 신 이후로 태사는 두어지지 않았으나, 후한 헌제 초평 2년(191년)에 동탁이 태사가 되었다. 지위는 여러 제후왕보다도 높은 것이었다(《후한서》 동탁전).
진에서 다시금 태사와 태부, 태보를 두었으나, 「사」(師)라는 글자가 경제(추존)의 휘를 범한다 하여 이를 피해 태재(太宰)라고 부르게 되었다. 이후의 중국 왕조에서도 태사, 태부, 태보가 설치되었으나, 적합한 자가 없으면 비워두기도 하는 명예직이었다. 《당육전》에는 태사 등 「사부지관(師傅之官)」은 한 애제(哀帝), 평제 때 「삼공」의 위에 있어 「상공」(上公)이라고 부르던 것이 북위에서는 태사, 태부, 태보를 삼사(三師)라 불렀다고 되어 있으며, 북주(北周) 때 다시 한 번 「삼공」이라고 불리게 되었고, 수, 당 시대에는 「삼사」라고 불렸다.
한국의 고려 및 조선 왕조, 베트남 왕조에서도 중국의 제도를 본떠 태사(太師)를 두었다.

## 역대 태사(太師)
고려왕조(高麗王朝)
| 성명           | 재임 기간           | 관직               |
| 이방(李方)     |                     | 태자태보(太子太保) |
| 이중육(李仲育) | 고종(1192년-1259년) | 태자태사(太子太師) |
| 이신육(李信育) | 원종(1219년-1274년) | 태사(太師)         |
| 이지(李至)     | 공양왕(1389-1392년) | 태사(太師)         |

이양환(李陽煥) 자(字)는 백온(伯溫), 호(號)는 서계(西溪), 시호(諡號)는 문목(文穆), 고려조(高麗朝)에 태사(太師)를 역임하였다.

조선왕조(朝鮮王朝)
| 성명 | 재임 기간           | 관직           |
| 이지 | 태종(1408년-1414년) | 섭태부(攝太傅) |